# FCM
FCM, или FMC, — это общепринятая в онкогематологии аббревиатура (акроним) для одного из режимов химиотерапии, применяемых при лечении индолентных В-клеточных неходжкинских лимфом.
В комбинации с ритуксимабом этот режим называется R-FCM или R-FMC, FCM-R, FMC-R.
Режим [R]-FCM состоит из:
1. Ритуксимаба — (R)ituximab — анти-CD20 моноклонального антитела, обладающего способностью уничтожать как здоровые, так и злокачественные CD20-несущие B-лимфоциты;
2. Флударабина — (F)ludarabine — антиметаболита;
3. Циклофосфамида — (C)yclophosphamide — алкилирующего противоопухолевого препарата из группы оксазафосфоринов;
4. Митоксантрона — (M)itoxantrone — синтетического аналога антрациклинов (антрахинона), обладающего способностью интеркалировать ДНК, внедряться между нитями ДНК и тем самым нарушать клеточное деление.[1]

Режим FCM или R-FCM также иногда применяется при некоторых аутоиммунных заболеваниях, чувствительных к применению ритуксимаба, флударабина, митоксантрона и циклофосфамида по отдельности (например, при тяжёлом рассеянном склерозе).

## Режим дозирования
| Лекарство                          | Доза      | Путь введения                           | Дни     |
| ---------------------------------- | --------- | --------------------------------------- | ------- |
| Ритуксимаб — (R)ituximab           | 375 мг/м2 | Внутривенная инфузия                    | День 0  |
| Флударабин — (F)ludarabine         | 25 мг/м2  | Внутривенная инфузия в течение 30 минут | Дни 1-3 |
| Циклофосфамид — (C)yclophosphamide | 200 мг/м2 | Внутривенная инфузия в течение 4 часов  | Дни 1-3 |
| Митоксантрон — (M)itoxantrone      | 8 мг/м2   | Внутривенная инфузия в течение 30 минут | День 1  |